# Bahnstrecke Moret-Veneux-les-Sablons–Lyon-Perrache
| Bahnhofsvorplatz von Saint-Étienne-Châteaucreux, März 2019 |                                                       | | |
| Streckennummer (SNCF): | 750 000                                               | | |
| Streckenlänge: | 492 km                                                | | |
| Spurweite: | 1435 mm (Normalspur)                                  | | |
| Stromsystem: | Moret–Montargis u. St-Étienne–Lyon-Perrache: 1,5 kV = | | |
| Stromsystem: | Montargis–St-Germain-des-Fossés: 25 kV, 50 Hz ~       | | |
| Maximale Neigung: | 10 ‰                                                  | | |
| Streckengeschwindigkeit: | 80–200 km/h                                           | | |
| Zweigleisigkeit: | ja                                                    | | |
| |                                                       | | |
| \| \| \| Bahnstrecke Paris–Marseille von Paris-Lyon \| \| \| \| 66,8 \| Moret-Veneux-les-Sablons \| 71 m \| \| \| \| Bahnstrecke Paris–Marseille nach Marseille-St-Charles \| \| \| \| 74,6 \| Viaduc de Montigny (30 m) \| Viaduc de Montigny (30 m) \| \| \| 75,0 \| Montigny-sur-Loing \| 82 m \| \| \| 78,5 \| Bourron-Marlotte-Grez \| 71 m \| \| \| 79,1 \| Bahnstrecke Bourron-Marlotte-Grez–Malesherbes nach Malesherbes \| Bahnstrecke Bourron-Marlotte-Grez–Malesherbes nach Malesherbes \| \| \| 83,6 \| A 6 \| A 6 \| \| \| 86,3 \| Nemours-Saint-Pierre \| 62 m \| \| \| 90,7 \| Bagneaux-sur-Loing \| 63 m \| \| \| 94,8 \| Canal du Loing (30 m) \| Canal du Loing (30 m) \| \| \| 95,0 \| Loing (105 m) \| Loing (105 m) \| \| \| \| Bahnstrecke Montereau–Château-Landon (Meterspur) von Montereau \| \| \| \| 96,8 \| Souppes-Château-Landon \| 69 m \| \| \| 94,9 \| Zuckerfabrik (ehem. Dreischienengleis) u. Montereau–Château-Landon \| Zuckerfabrik (ehem. Dreischienengleis) u. Montereau–Château-Landon \| \| \| 99,6 \| A 77 \| A 77 \| \| \| ~99,6 \| Département Seine-et-Marne / Loiret \| Département Seine-et-Marne / Loiret \| \| \| 100,7 \| Betz (18 m) \| Betz (18 m) \| \| \| 101,3 \| Dordives \| 72 m \| \| \| 104,6 \| Cléry (30 m) \| Cléry (30 m) \| \| \| 107,3 \| Ferrières-Fontenay \| 76 m \| \| \| 113,8 \| Cepoy \| 88 m \| \| \| 116,9 \| Bahnstrecke Villeneuve-Saint-Georges–Montargis v. Villeneuve-St-Georges \| Bahnstrecke Villeneuve-Saint-Georges–Montargis v. Villeneuve-St-Georges \| \| \| 116,9 \| Bahnstrecke Orléans–Montargis von Orléans \| Bahnstrecke Orléans–Montargis von Orléans \| \| \| 117,7 \| Montargis \| 89 m \| \| \| 118,1 \| Bahnstrecke Montargis–Sens nach Sens \| Bahnstrecke Montargis–Sens nach Sens \| \| \| 120,9 \| Loing (24 m) \| Loing (24 m) \| \| \| 121,5 \| Viaduc d’Amilly (Loing) (30 m) \| Viaduc d’Amilly (Loing) (30 m) \| \| \| 121,8 \| Canal de Briare (30 m) \| Canal de Briare (30 m) \| \| \| 123,6 \| Systemtrennstelle 1,5 kV = / 25 kV, 50 Hz ≈ \| Systemtrennstelle 1,5 kV = / 25 kV, 50 Hz ≈ \| \| \| 129,0 \| Solterre \| 105 m \| \| \| 135,1 \| Nogent-sur-Vernisson \| 125 m \| \| \| \| Tramways du Loiret (T.L.) nach Châtillon-Coligny \| \| \| \| 142,3 \| A 77 \| A 77 \| \| \| 142,5 \| Les Choux-Boismorand \| 148 m \| \| \| 154,3 \| Bahnstrecke Orléans–Gien von Orléans \| Bahnstrecke Orléans–Gien von Orléans \| \| \| 154,3 \| Gien \| 161 m \| \| \| 154,3 \| Bahnstrecke Auxerre-Saint-Gervais–Gien nach Auxerre \| Bahnstrecke Auxerre-Saint-Gervais–Gien nach Auxerre \| \| \| 154,5 \| Bahnstrecke Gien–Argent nach Argent \| Bahnstrecke Gien–Argent nach Argent \| \| \| 158,7 \| Vaudelle (10 m) \| Vaudelle (10 m) \| \| \| 164,0 \| Briare \| 144 m \| \| \| 164,9 \| Canal de Briare (73 m) \| Canal de Briare (73 m) \| \| \| 165,3 \| Canal latéral à la Loire (23 m) \| Canal latéral à la Loire (23 m) \| \| \| 169,3 \| Châtillon-sur-Loire \| 157 m \| \| \| 176,9 \| Bonny \| 149 m \| \| \| ~178,2 \| Département Loiret / Nièvre \| Département Loiret / Nièvre \| \| \| 182,3 \| Neuvy-sur-Loire \| 142 m \| \| \| 191,0 \| Myennes \| 146 m \| \| \| 195,1 \| Cosne-sur-Loire \| 149 m \| \| \| 195,9 \| Nohain (24 m) \| Nohain (24 m) \| \| \| \| Bahnstrecke Laroche-Migennes–Cosne von Laroche-Migennes \| \| \| \| 198,3 \| Bahnstrecke Saint-Germain-du-Puy–Cosne-Cours-sur-Loire nach Bourges \| Bahnstrecke Saint-Germain-du-Puy–Cosne-Cours-sur-Loire nach Bourges \| \| \| 200,3 \| Villechaud \| 151 m \| \| \| 204,7 \| Tracy-Sancerre \| 153 m \| \| \| 209,4 \| Les Girarmes \| 157 m \| \| \| 214,0 \| Pouilly-sur-Loire \| 177 m \| \| \| 214,8 \| A 77 \| A 77 \| \| \| 219,9 \| Mesves-Bulcy \| 169 m \| \| \| 225,0 \| A 77 (47 m) \| A 77 (47 m) \| \| \| 227,0 \| La Charité \| 199 m \| \| \| 231,7 \| La Marche \| 178 m \| \| \| 235,0 \| Tronsanges \| 189 m \| \| \| 240,1 \| Pougues-les-Eaux \| 193 m \| \| \| 244,0 \| Garchizy \| 180 m \| \| \| 246,6 \| Fourchambault \| 172 m \| \| \| 250,9 \| Vauzelles \| 190 m \| \| \| \| E.P. de l’Air \| \| \| \| \| \| \| \| \| 251,9 \| Bahnstrecke Nevers–Chagny n. Chagny und Clamecy–Nevers n. Clamecy \| Bahnstrecke Nevers–Chagny n. Chagny und Clamecy–Nevers n. Clamecy \| \| \| ↖000 \| Dépôt de Nevers \| Dépôt de Nevers \| \| \| 253,0 \| Nevers \| 186 m \| \| \| 253,7 \| Eisenbahnbrücke Nevers (322 m) \| Eisenbahnbrücke Nevers (322 m) \| \| \| 256,8 \| Canal latéral à la Loire (10 m) \| Canal latéral à la Loire (10 m) \| \| \| \| Gimouille \| \| \| \| 262,5 \| ehem. Tunnel de Sampanges (359 m) \| ehem. Tunnel de Sampanges (359 m) \| \| \| \| \| \| \| \| 262,9 \| Bahnstrecke Vierzon–Saincaize von/nach Vierzon \| Bahnstrecke Vierzon–Saincaize von/nach Vierzon \| \| \| 263,6 \| Saincaize \| 182 m \| \| \| 273,7 \| Mars (Nièvre) \| 188 m \| \| \| 280,7 \| Saint-Pierre-le-Moûtier \| 217 m \| \| \| 281,4 \| \| \| \| \| 282,1 \| ehem. Tunnel de Saint-Pierre-le-Moûtier (651 m) \| ehem. Tunnel de Saint-Pierre-le-Moûtier (651 m) \| \| \| 285,5 \| \| \| \| \| 289,9 \| Chantenay-Saint-Imbert \| 201 m \| \| \| ~296,1 \| Département Nièvre / Allier \| Département Nièvre / Allier \| \| \| 299,6 \| Villeneuve-sur-Allier \| 206 m \| \| \| 313,1 \| Moulins \| 222 m \| \| \| 313,3 \| Bahnstrecke Montluçon–Moulins nach Montluçon \| Bahnstrecke Montluçon–Moulins nach Montluçon \| \| \| 313,4 \| Bahnstrecke Moulins–Mâcon nach Mâcon \| Bahnstrecke Moulins–Mâcon nach Mâcon \| \| \| 320,3 \| Sanne (16 m) \| Sanne (16 m) \| \| \| 326,5 \| Bessay \| 222 m \| \| \| 332,5 \| La Ferté-Hauterive \| 234 m \| \| \| 332,7 \| Bahnstrecke La Ferté-Hauterive–Gannat nach Gannat \| Bahnstrecke La Ferté-Hauterive–Gannat nach Gannat \| \| \| 341,4 \| Varennes-sur-Allier \| 239 m \| \| \| 347,8 \| Créchy \| 253 m \| \| \| 351,1 \| Billy-Marcenat \| 256 m \| \| \| 354,4 \| Saint-Germain-des-Fossés \| 256 m \| \| \| \| \| \| \| \| 355,7 \| Bahnstrecke Saint-Germain-des-Fossés–Nîmes-Courbessac nach Gannat und Bahnstrecke Saint-Germain-des-Fossés–Darsac nach Vichy \| Bahnstrecke Saint-Germain-des-Fossés–Nîmes-Courbessac nach Gannat und Bahnstrecke Saint-Germain-des-Fossés–Darsac nach Vichy \| \| \| \| \| \| \| \| \| Ende Oberleitung 25 kV, 50 Hz ≈ \| \| \| \| 361,0 \| Saint-Gérand-le-Puy-Magnet \| 290 m \| \| \| 371,7 \| Lapalisse-Saint-Prix \| 319 m \| \| \| 372,8 \| Viaduc de Lapalisse (Besbre, 155 m) \| Viaduc de Lapalisse (Besbre, 155 m) \| \| \| 378,5 \| Arfeuilles-Le Breuil \| 346 m \| \| \| 379,1 \| Viaduc de Montciant (116 m) \| Viaduc de Montciant (116 m) \| \| \| \| Viaduc de Nérard (100 m) \| \| \| \| 381,9 \| Viaduc de la Feige (Jolan, 120 m) \| Viaduc de la Feige (Jolan, 120 m) \| \| \| 385,1 \| Saint-Pierre-Laval \| 400 m \| \| \| ~386,3 \| Département Allier / Loire \| Département Allier / Loire \| \| \| 386,4 \| Tunnel de Saint-Martin-d’Estréaux \| (1383 m) \| \| \| 388,5 \| Saint-Martin-Sail-les-Bains \| 409 m \| \| \| 391,2 \| Viaduc des Sapins (137 m) \| Viaduc des Sapins (137 m) \| \| \| 395,5 \| ehem. Tunnel du Crozet (225 m) \| ehem. Tunnel du Crozet (225 m) \| \| \| 397,5 \| La Pacaudière \| 368 m \| \| \| 400,4 \| Changy \| 363 m \| \| \| 407,7 \| Saint-Germain-Lespinasse \| 334 m \| \| \| 420,5 \| Roanne \| 284 m \| \| \| \| Embranchement du port de Roanne zum Hafen von Roanne \| \| \| \| 422,2 \| Loire (214 m) \| Loire (214 m) \| \| \| 423,1 \| Le Coteau \| 280 m \| \| \| 423,2 \| Bahnstrecke Le Coteau–Montchanin nach Montchanin \| Bahnstrecke Le Coteau–Montchanin nach Montchanin \| \| \| \| Bahnstrecke Le Coteau–Saint-Germain-au-Mont-d’Or nach St-Germain \| \| \| \| \| und ehemalige Streckenführung der Bahnstrecke Roanne–Andrézieux \| \| \| \| 430,5 \| Saint-Cyr-de-Favières \| 366 m \| \| \| 432,1 \| Tunnel de Saint-Cyr-de-Favières (644 m) \| Tunnel de Saint-Cyr-de-Favières (644 m) \| \| \| 433,4 \| Tunnel de Malval (164 m) \| Tunnel de Malval (164 m) \| \| \| 434,9 \| Tunnel du Col-Babe (766 m) \| Tunnel du Col-Babe (766 m) \| \| \| 430,5 \| Vendranges-Saint-Priest \| 419 m \| \| \| 438,6 \| Tunnel de Jourlin (395 m) \| Tunnel de Jourlin (395 m) \| \| \| 440,4 \| Tunnel du Saut (231 m) \| Tunnel du Saut (231 m) \| \| \| 441,8 \| Saint-Jodard \| 402 m \| \| \| 446,0 \| Tunnel de la Revoûte (396 m) \| Tunnel de la Revoûte (396 m) \| \| \| 446,5 \| Viaduc de la Revoûte (106 m) \| Viaduc de la Revoûte (106 m) \| \| \| 449,0 \| A 89 \| A 89 \| \| \| \| ehemalige Streckenführung der Bahnstrecke Roanne–Andrézieux \| \| \| \| 452,1 \| Balbigny \| 334 m \| \| \| 461,4 \| Feurs \| 345 m \| \| \| 472,6 \| Bahnstrecke Lyon-Saint-Paul–Montbrison \| Bahnstrecke Lyon-Saint-Paul–Montbrison \| \| \| 472,6 \| Montrond-les-Bains (ehem. Keilbahnhof) \| Montrond-les-Bains (ehem. Keilbahnhof) \| \| \| 472,8 \| \| \| \| \| 479,0 \| Coise (31 m) \| Coise (31 m) \| \| \| 482,2 \| Saint-Galmier-Veauche \| 383 m \| \| \| 486,5 \| A 72 \| A 72 \| \| \| 487,3 \| Bouthéon \| 404 m \| \| \| \| \| \| \| \| \| Bahnstrecke Clermont-Ferrand–Saint-Just-sur-Loire v. Clermont-Ferrand u. Bahnstrecke Saint-Just-sur-Loire–Fraisses-Unieux v. St-Just-St-Rambert \| \| \| \| \| \| \| \| \| 489,3 \| Saint-Just-sur-Loire (ehem. Keilbahnhof) \| Saint-Just-sur-Loire (ehem. Keilbahnhof) \| \| \| 491,8 \| A 72 \| A 72 \| \| \| 492,7 \| La Fouillouse \| 407 m \| \| \| 494,2 \| Furan (14 m) \| Furan (14 m) \| \| \| 494,4 \| A 72 \| A 72 \| \| \| 496,8 \| Villars (Loire) \| 452 m \| \| \| 497,6 \| Tunnel de Villars (67 m) \| Tunnel de Villars (67 m) \| \| \| 499,2 \| Saint-Étienne-La Terrasse \| 481 m \| \| \| 500,0 \| Furan (Furens, 13 m) \| Furan (Furens, 13 m) \| \| \| 500,1 \| Bahnstrecke Saint-Étienne-La Terrasse–Saint-Étienne-Pont-de-l’Âne \| Bahnstrecke Saint-Étienne-La Terrasse–Saint-Étienne-Pont-de-l’Âne \| \| \| \| Beginn Bahnstrom 1,5 kV = \| \| \| \| \| \| \| \| \| 501,8 \| Bahnstrecke Saint-Georges-d’Aurac–Saint-Étienne-Châteaucreux von Saint-Georges \| Bahnstrecke Saint-Georges-d’Aurac–Saint-Étienne-Châteaucreux von Saint-Georges \| \| \| \| \| \| \| \| 502,1 \| Saint-Étienne-Châteaucreux \| 513 m \| \| \| \| \| \| \| \| \| \| \| \| \| 503,8 \| Saint-Étienne-Pont-de-l’Âne \| 508 m \| \| \| 504,2 \| Tunnel de Terrenoire (1298 m) \| Tunnel de Terrenoire (1298 m) \| \| \| 505,9 \| Terrenoire \| 480 m \| \| \| 506,1 \| Janon (5 m) \| Janon (5 m) \| \| \| 512,0 \| Viaduc d’Izieux (Gier, 10 m) \| Viaduc d’Izieux (Gier, 10 m) \| \| \| 513,1 \| Tunnel de Saint-Chamond (131 m) \| Tunnel de Saint-Chamond (131 m) \| \| \| 513,5 \| Saint-Chamond \| 376 m \| \| \| 515,9 \| Viaduc de Voron (Onzion, 65 m) \| Viaduc de Voron (Onzion, 65 m) \| \| \| 518,1 \| La Grand-Croix \| 313 m \| \| \| 519,8 \| Dorlay (16 m) \| Dorlay (16 m) \| \| \| 520,5 \| Lorette \| 279 m \| \| \| 523,1 \| Rive-de-Gier \| 245 m \| \| \| 523,6 \| Tunnel de Couzon (553 m) \| Tunnel de Couzon (553 m) \| \| \| 524,7 \| Couzon (Loire) \| 238 m \| \| \| 527,7 \| Tunnel de Châteauneuf (122 m) \| Tunnel de Châteauneuf (122 m) \| \| \| ~528,2 \| Département Loire / Rhône \| Département Loire / Rhône \| \| \| 528,5 \| Tunnel de Burel (163 m) \| Tunnel de Burel (163 m) \| \| \| 528,8 \| Trèves-Burel \| 212 m \| \| \| 529,0 \| Tunnel de Bertarion (217 m) \| Tunnel de Bertarion (217 m) \| \| \| 529,4 \| Tunnel de France (293 m) \| Tunnel de France (293 m) \| \| \| 530,2 \| Tunnel de Chollet (69 m) \| Tunnel de Chollet (69 m) \| \| \| 530,6 \| Tunnel des Fléchettes (43 m) \| Tunnel des Fléchettes (43 m) \| \| \| 531,3 \| Tunnel de Bonnard (139 m) \| Tunnel de Bonnard (139 m) \| \| \| 532,8 \| Saint-Romain-en-Gier \| 189 m \| \| \| 537,8 \| Givors-Ville \| 159 m \| \| \| \| Bahnstrecke Givors-Canal–Grezan nach Nîmes \| \| \| \| 538,2 \| Gier (57 m) \| Gier (57 m) \| \| \| 538,5 \| A 47 (29 m) \| A 47 (29 m) \| \| \| \| \| \| \| \| 539,3 \| Givors-Canal (Keilbahnhof) \| Givors-Canal (Keilbahnhof) \| \| \| \| \| \| \| \| ~539,9 \| Bahnstrecke Paray-le-Monial–Givors-Canal von/nach Paray-le-Monial und Bahnstrecke Givors-Canal–Chasse-sur-Rhône n. Chasse-sur-Rhône \| Bahnstrecke Paray-le-Monial–Givors-Canal von/nach Paray-le-Monial und Bahnstrecke Givors-Canal–Chasse-sur-Rhône n. Chasse-sur-Rhône \| \| \| \| \| \| \| \| 540,2 \| Badan-Triage (Rangierbahnhof) \| 160 m \| \| \| 541,7 \| Grigny-le-Sablon \| 159 m \| \| \| 542,5 \| Grigny-sur-Rhône \| 160 m \| \| \| 544,2 \| La Tour-de-Millery \| 160 m \| \| \| 546,1 \| Vernaison \| 161 m \| \| \| 548,6 \| Sellettes \| 162 m \| \| \| 549,9 \| Irigny \| 162 m \| \| \| 551,3 \| Irigny-Yvours \| 163 m \| \| \| 552,1 \| A 450 \| A 450 \| \| \| 553,6 \| Pierre-Bénite \| 164 m \| \| \| 555,0 \| Oullins \| 167 m \| \| \| 555,1 \| Oullins \| 167 m \| \| \| 555,1 \| Yzeron (43 m) \| Yzeron (43 m) \| \| \| 556,1 \| La Mulatière (305 m) \| La Mulatière (305 m) \| \| \| 556,6 \| Viaduc de la Mulatière (Saône, 179 m) \| Viaduc de la Mulatière (Saône, 179 m) \| \| \| 557,6 \| Lyon-Perrache-Marchandises \| Lyon-Perrache-Marchandises \| \| \| 558,2 \| Lyon-Perrache-MIN \| Lyon-Perrache-MIN \| \| \| 558,8 \| Lyon-Perrache (Keilbahnhof) \| 174 m \| \| \| 559,1510,4 \| Bahnstrecke Paris–Marseille von Marseille-St-Charles \| Bahnstrecke Paris–Marseille von Marseille-St-Charles \| \| \| 510,5 \| Saône (126 m) \| Saône (126 m) \| \| \| \| Bahnstrecke Paris–Marseille nach Bahnhof Paris-Lyon \| \| |                                                       | | |
| |                                                       | Bahnstrecke Paris–Marseille von Paris-Lyon | |
| Bahnhof | 66,8                                                  | Moret-Veneux-les-Sablons | 71 m |
| Abzweig geradeaus, nach links und von links |                                                       | Bahnstrecke Paris–Marseille nach Marseille-St-Charles                                                                                           | Bahnstrecke Paris–Marseille nach Marseille-St-Charles                                                                                           |
| Brücke | 74,6                                                  | Viaduc de Montigny (30 m) | Viaduc de Montigny (30 m) |
| Bahnhof | 75,0                                                  | Montigny-sur-Loing | 82 m |
| Bahnhof | 78,5                                                  | Bourron-Marlotte-Grez | 71 m |
| Abzweig geradeaus und ehemals nach rechts | 79,1                                                  | Bahnstrecke Bourron-Marlotte-Grez–Malesherbes nach Malesherbes                                                                                  | Bahnstrecke Bourron-Marlotte-Grez–Malesherbes nach Malesherbes                                                                                  |
| Strecke mit Straßenbrücke | 83,6                                                  | A 6 | A 6 |
| Bahnhof | 86,3                                                  | Nemours-Saint-Pierre | 62 m |
| Bahnhof | 90,7                                                  | Bagneaux-sur-Loing | 63 m |
| Brücke über Wasserlauf | 94,8                                                  | Canal du Loing (30 m) | Canal du Loing (30 m) |
| Brücke über Wasserlauf | 95,0                                                  | Loing (105 m) | Loing (105 m) |
| U-Bahn-Strecke von links · Kreuzung geradeaus unten · U-Bahn-Strecke quer |                                                       | Bahnstrecke Montereau–Château-Landon (Meterspur) von Montereau                                                                                  | Bahnstrecke Montereau–Château-Landon (Meterspur) von Montereau                                                                                  |
| U-Bahn-Bahnhof · Bahnhof | 96,8                                                  | Souppes-Château-Landon | 69 m |
| Strecke quer · Abzweig quer und nach rechts · Abzweig geradeaus und nach rechts | 94,9                                                  | Zuckerfabrik (ehem. Dreischienengleis) u. Montereau–Château-Landon                                                                              | Zuckerfabrik (ehem. Dreischienengleis) u. Montereau–Château-Landon                                                                              |
| Strecke mit Straßenbrücke | 99,6                                                  | A 77 | A 77 |
| Grenze | ~99,6                                                 | Département Seine-et-Marne / Loiret | Département Seine-et-Marne / Loiret |
| Brücke über Wasserlauf | 100,7                                                 | Betz (18 m) | Betz (18 m) |
| Bahnhof | 101,3                                                 | Dordives | 72 m |
| Brücke über Wasserlauf | 104,6                                                 | Cléry (30 m) | Cléry (30 m) |
| Bahnhof | 107,3                                                 | Ferrières-Fontenay | 76 m |
| ehemaliger Haltepunkt / Haltestelle | 113,8                                                 | Cepoy | 88 m |
| Abzweig geradeaus und von rechts | 116,9                                                 | Bahnstrecke Villeneuve-Saint-Georges–Montargis v. Villeneuve-St-Georges                                                                         | Bahnstrecke Villeneuve-Saint-Georges–Montargis v. Villeneuve-St-Georges                                                                         |
| Abzweig geradeaus und ehemals von rechts | 116,9                                                 | Bahnstrecke Orléans–Montargis von Orléans | Bahnstrecke Orléans–Montargis von Orléans |
| Bahnhof | 117,7                                                 | Montargis | 89 m |
| Abzweig geradeaus und ehemals nach links | 118,1                                                 | Bahnstrecke Montargis–Sens nach Sens | Bahnstrecke Montargis–Sens nach Sens |
| Brücke über Wasserlauf | 120,9                                                 | Loing (24 m) | Loing (24 m) |
| Brücke über Wasserlauf | 121,5                                                 | Viaduc d’Amilly (Loing) (30 m) | Viaduc d’Amilly (Loing) (30 m) |
| Brücke über Wasserlauf | 121,8                                                 | Canal de Briare (30 m) | Canal de Briare (30 m) |
| Grenze | 123,6                                                 | Systemtrennstelle 1,5 kV = / 25 kV, 50 Hz ≈ | Systemtrennstelle 1,5 kV = / 25 kV, 50 Hz ≈ |
| ehemaliger Haltepunkt / Haltestelle | 129,0                                                 | Solterre | 105 m |
| Bahnhof · U-Bahn-Kopfbahnhof Streckenanfang | 135,1                                                 | Nogent-sur-Vernisson | 125 m |
| Strecke · U-Bahn-Strecke nach links (außer Betrieb) |                                                       | Tramways du Loiret (T.L.) nach Châtillon-Coligny                                                                                                | Tramways du Loiret (T.L.) nach Châtillon-Coligny                                                                                                |
| Brücke | 142,3                                                 | A 77 | A 77 |
| ehemaliger Haltepunkt / Haltestelle | 142,5                                                 | Les Choux-Boismorand | 148 m |
| Abzweig geradeaus und von rechts | 154,3                                                 | Bahnstrecke Orléans–Gien von Orléans | Bahnstrecke Orléans–Gien von Orléans |
| Bahnhof | 154,3                                                 | Gien | 161 m |
| Abzweig geradeaus und nach links | 154,3                                                 | Bahnstrecke Auxerre-Saint-Gervais–Gien nach Auxerre                                                                                             | Bahnstrecke Auxerre-Saint-Gervais–Gien nach Auxerre                                                                                             |
| Abzweig geradeaus und nach rechts | 154,5                                                 | Bahnstrecke Gien–Argent nach Argent | Bahnstrecke Gien–Argent nach Argent |
| Brücke über Wasserlauf | 158,7                                                 | Vaudelle (10 m) | Vaudelle (10 m) |
| Bahnhof | 164,0                                                 | Briare | 144 m |
| Brücke über Wasserlauf | 164,9                                                 | Canal de Briare (73 m) | Canal de Briare (73 m) |
| Brücke über Wasserlauf | 165,3                                                 | Canal latéral à la Loire (23 m) | Canal latéral à la Loire (23 m) |
| Dienststation / Betriebs- oder Güterbahnhof | 169,3                                                 | Châtillon-sur-Loire | 157 m |
| ehemaliger Bahnhof | 176,9                                                 | Bonny | 149 m |
| Grenze | ~178,2                                                | Département Loiret / Nièvre | Département Loiret / Nièvre |
| ehemaliger Bahnhof | 182,3                                                 | Neuvy-sur-Loire | 142 m |
| Dienststation / Betriebs- oder Güterbahnhof | 191,0                                                 | Myennes | 146 m |
| Bahnhof | 195,1                                                 | Cosne-sur-Loire | 149 m |
| Brücke über Wasserlauf | 195,9                                                 | Nohain (24 m) | Nohain (24 m) |
| Abzweig geradeaus, ehemals nach links und ehemals von links |                                                       | Bahnstrecke Laroche-Migennes–Cosne von Laroche-Migennes                                                                                         | Bahnstrecke Laroche-Migennes–Cosne von Laroche-Migennes                                                                                         |
| Abzweig geradeaus und ehemals nach rechts | 198,3                                                 | Bahnstrecke Saint-Germain-du-Puy–Cosne-Cours-sur-Loire nach Bourges                                                                             | Bahnstrecke Saint-Germain-du-Puy–Cosne-Cours-sur-Loire nach Bourges                                                                             |
| ehemaliger Bahnhof | 200,3                                                 | Villechaud | 151 m |
| Bahnhof | 204,7                                                 | Tracy-Sancerre | 153 m |
| ehemaliger Bahnhof | 209,4                                                 | Les Girarmes | 157 m |
| Bahnhof | 214,0                                                 | Pouilly-sur-Loire | 177 m |
| Strecke mit Straßenbrücke | 214,8                                                 | A 77 | A 77 |
| Haltepunkt / Haltestelle | 219,9                                                 | Mesves-Bulcy | 169 m |
| Brücke | 225,0                                                 | A 77 (47 m) | A 77 (47 m) |
| Bahnhof | 227,0                                                 | La Charité | 199 m |
| Haltepunkt / Haltestelle | 231,7                                                 | La Marche | 178 m |
| Haltepunkt / Haltestelle | 235,0                                                 | Tronsanges | 189 m |
| Haltepunkt / Haltestelle | 240,1                                                 | Pougues-les-Eaux | 193 m |
| Bahnhof | 244,0                                                 | Garchizy | 180 m |
| Bahnhof | 246,6                                                 | Fourchambault | 172 m |
| Haltepunkt / Haltestelle | 250,9                                                 | Vauzelles | 190 m |
| Betriebs-/Güterbahnhof Streckenanfang · Strecke |                                                       | E.P. de l’Air | E.P. de l’Air |
| Abzweig nach links und von links · Kreuzung geradeaus unten · Strecke von rechts |                                                       | | |
| Betriebs-/Güterbahnhof Strecke bis hier außer Betrieb · Abzweig geradeaus und von links · Abzweig quer und nach links · Strecke quer | 251,9                                                 | Bahnstrecke Nevers–Chagny n. Chagny und Clamecy–Nevers n. Clamecy                                                                               | Bahnstrecke Nevers–Chagny n. Chagny und Clamecy–Nevers n. Clamecy                                                                               |
| | ↖000                                                  | Dépôt de Nevers | Dépôt de Nevers |
| Bahnhof | 253,0                                                 | Nevers | 186 m |
| Brücke über Wasserlauf | 253,7                                                 | Eisenbahnbrücke Nevers (322 m) | Eisenbahnbrücke Nevers (322 m) |
| Brücke über Wasserlauf | 256,8                                                 | Canal latéral à la Loire (10 m) | Canal latéral à la Loire (10 m) |
| Betriebs-/Güterbahnhof Streckenanfang |                                                       | Gimouille | Gimouille |
| Tunnel | 262,5                                                 | ehem. Tunnel de Sampanges (359 m) | ehem. Tunnel de Sampanges (359 m) |
| |                                                       | | |
| Abzweig geradeaus, nach rechts und von rechts | 262,9                                                 | Bahnstrecke Vierzon–Saincaize von/nach Vierzon                                                                                                  | Bahnstrecke Vierzon–Saincaize von/nach Vierzon                                                                                                  |
| Bahnhof | 263,6                                                 | Saincaize | 182 m |
| ehemaliger Haltepunkt / Haltestelle | 273,7                                                 | Mars (Nièvre) | 188 m |
| Bahnhof | 280,7                                                 | Saint-Pierre-le-Moûtier | 217 m |
| | 281,4                                                 | | |
| Tunnel · Strecke | 282,1                                                 | ehem. Tunnel de Saint-Pierre-le-Moûtier (651 m)                                                                                                 | ehem. Tunnel de Saint-Pierre-le-Moûtier (651 m)                                                                                                 |
| | 285,5                                                 | | |
| Haltepunkt / Haltestelle | 289,9                                                 | Chantenay-Saint-Imbert | 201 m |
| Grenze | ~296,1                                                | Département Nièvre / Allier | Département Nièvre / Allier |
| Haltepunkt / Haltestelle | 299,6                                                 | Villeneuve-sur-Allier | 206 m |
| Bahnhof | 313,1                                                 | Moulins | 222 m |
| Abzweig geradeaus und nach rechts | 313,3                                                 | Bahnstrecke Montluçon–Moulins nach Montluçon | Bahnstrecke Montluçon–Moulins nach Montluçon |
| Abzweig geradeaus und nach links | 313,4                                                 | Bahnstrecke Moulins–Mâcon nach Mâcon | Bahnstrecke Moulins–Mâcon nach Mâcon |
| Brücke über Wasserlauf | 320,3                                                 | Sanne (16 m) | Sanne (16 m) |
| Haltepunkt / Haltestelle | 326,5                                                 | Bessay | 222 m |
| Dienststation / Betriebs- oder Güterbahnhof | 332,5                                                 | La Ferté-Hauterive | 234 m |
| Abzweig geradeaus und nach rechts | 332,7                                                 | Bahnstrecke La Ferté-Hauterive–Gannat nach Gannat                                                                                               | Bahnstrecke La Ferté-Hauterive–Gannat nach Gannat                                                                                               |
| Haltepunkt / Haltestelle | 341,4                                                 | Varennes-sur-Allier | 239 m |
| ehemaliger Bahnhof | 347,8                                                 | Créchy | 253 m |
| ehemaliger Haltepunkt / Haltestelle | 351,1                                                 | Billy-Marcenat | 256 m |
| Bahnhof | 354,4                                                 | Saint-Germain-des-Fossés | 256 m |
| |                                                       | | |
| Abzweig geradeaus, nach rechts und von rechts | 355,7                                                 | Bahnstrecke Saint-Germain-des-Fossés–Nîmes-Courbessac nach Gannat und Bahnstrecke Saint-Germain-des-Fossés–Darsac nach Vichy                    | Bahnstrecke Saint-Germain-des-Fossés–Nîmes-Courbessac nach Gannat und Bahnstrecke Saint-Germain-des-Fossés–Darsac nach Vichy                    |
| |                                                       | | |
| Grenze |                                                       | Ende Oberleitung 25 kV, 50 Hz ≈ | Ende Oberleitung 25 kV, 50 Hz ≈ |
| ehemaliger Bahnhof | 361,0                                                 | Saint-Gérand-le-Puy-Magnet | 290 m |
| Dienststation / Betriebs- oder Güterbahnhof | 371,7                                                 | Lapalisse-Saint-Prix | 319 m |
| Brücke über Wasserlauf | 372,8                                                 | Viaduc de Lapalisse (Besbre, 155 m) | Viaduc de Lapalisse (Besbre, 155 m) |
| ehemaliger Bahnhof | 378,5                                                 | Arfeuilles-Le Breuil | 346 m |
| Brücke | 379,1                                                 | Viaduc de Montciant (116 m) | Viaduc de Montciant (116 m) |
| Brücke |                                                       | Viaduc de Nérard (100 m) | Viaduc de Nérard (100 m) |
| Brücke über Wasserlauf | 381,9                                                 | Viaduc de la Feige (Jolan, 120 m) | Viaduc de la Feige (Jolan, 120 m) |
| ehemaliger Haltepunkt / Haltestelle | 385,1                                                 | Saint-Pierre-Laval | 400 m |
| Grenze | ~386,3                                                | Département Allier / Loire | Département Allier / Loire |
| Tunnel | 386,4                                                 | Tunnel de Saint-Martin-d’Estréaux | (1383 m) |
| Dienststation / Betriebs- oder Güterbahnhof | 388,5                                                 | Saint-Martin-Sail-les-Bains | 409 m |
| Brücke | 391,2                                                 | Viaduc des Sapins (137 m) | Viaduc des Sapins (137 m) |
| | 395,5                                                 | ehem. Tunnel du Crozet (225 m) | ehem. Tunnel du Crozet (225 m) |
| ehemaliger Bahnhof | 397,5                                                 | La Pacaudière | 368 m |
| ehemaliger Haltepunkt / Haltestelle | 400,4                                                 | Changy | 363 m |
| ehemaliger Bahnhof | 407,7                                                 | Saint-Germain-Lespinasse | 334 m |
| Bahnhof | 420,5                                                 | Roanne | 284 m |
| Abzweig geradeaus und ehemals nach links |                                                       | Embranchement du port de Roanne zum Hafen von Roanne                                                                                            | Embranchement du port de Roanne zum Hafen von Roanne                                                                                            |
| Brücke über Wasserlauf | 422,2                                                 | Loire (214 m) | Loire (214 m) |
| Bahnhof | 423,1                                                 | Le Coteau | 280 m |
| Abzweig geradeaus und nach links · Abzweig quer und von rechts · Strecke quer | 423,2                                                 | Bahnstrecke Le Coteau–Montchanin nach Montchanin                                                                                                | Bahnstrecke Le Coteau–Montchanin nach Montchanin                                                                                                |
| Strecke · Strecke |                                                       | Bahnstrecke Le Coteau–Saint-Germain-au-Mont-d’Or nach St-Germain                                                                                | Bahnstrecke Le Coteau–Saint-Germain-au-Mont-d’Or nach St-Germain                                                                                |
| Strecke · Strecke nach links |                                                       | und ehemalige Streckenführung der Bahnstrecke Roanne–Andrézieux                                                                                 | und ehemalige Streckenführung der Bahnstrecke Roanne–Andrézieux                                                                                 |
| ehemaliger Bahnhof | 430,5                                                 | Saint-Cyr-de-Favières | 366 m |
| Tunnel | 432,1                                                 | Tunnel de Saint-Cyr-de-Favières (644 m) | Tunnel de Saint-Cyr-de-Favières (644 m) |
| Tunnel | 433,4                                                 | Tunnel de Malval (164 m) | Tunnel de Malval (164 m) |
| Tunnel | 434,9                                                 | Tunnel du Col-Babe (766 m) | Tunnel du Col-Babe (766 m) |
| ehemaliger Bahnhof | 430,5                                                 | Vendranges-Saint-Priest | 419 m |
| Tunnel | 438,6                                                 | Tunnel de Jourlin (395 m) | Tunnel de Jourlin (395 m) |
| Tunnel | 440,4                                                 | Tunnel du Saut (231 m) | Tunnel du Saut (231 m) |
| Haltepunkt / Haltestelle | 441,8                                                 | Saint-Jodard | 402 m |
| Tunnel | 446,0                                                 | Tunnel de la Revoûte (396 m) | Tunnel de la Revoûte (396 m) |
| Brücke über Wasserlauf | 446,5                                                 | Viaduc de la Revoûte (106 m) | Viaduc de la Revoûte (106 m) |
| Strecke mit Straßenbrücke | 449,0                                                 | A 89 | A 89 |
| Abzweig geradeaus und ehemals von links |                                                       | ehemalige Streckenführung der Bahnstrecke Roanne–Andrézieux                                                                                     | ehemalige Streckenführung der Bahnstrecke Roanne–Andrézieux                                                                                     |
| Bahnhof | 452,1                                                 | Balbigny | 334 m |
| Bahnhof | 461,4                                                 | Feurs | 345 m |
| Strecke quer · Kreuzung · Abzweig quer und von links · Strecke quer | 472,6                                                 | Bahnstrecke Lyon-Saint-Paul–Montbrison | Bahnstrecke Lyon-Saint-Paul–Montbrison |
| Bahnhof | 472,6                                                 | Montrond-les-Bains (ehem. Keilbahnhof) | Montrond-les-Bains (ehem. Keilbahnhof) |
| | 472,8                                                 | | |
| Brücke über Wasserlauf | 479,0                                                 | Coise (31 m) | Coise (31 m) |
| Bahnhof | 482,2                                                 | Saint-Galmier-Veauche | 383 m |
| Strecke mit Straßenbrücke | 486,5                                                 | A 72 | A 72 |
| Bahnhof | 487,3                                                 | Bouthéon | 404 m |
| |                                                       | | |
| Abzweig geradeaus und von rechts |                                                       | Bahnstrecke Clermont-Ferrand–Saint-Just-sur-Loire v. Clermont-Ferrand u. Bahnstrecke Saint-Just-sur-Loire–Fraisses-Unieux v. St-Just-St-Rambert | Bahnstrecke Clermont-Ferrand–Saint-Just-sur-Loire v. Clermont-Ferrand u. Bahnstrecke Saint-Just-sur-Loire–Fraisses-Unieux v. St-Just-St-Rambert |
| |                                                       | | |
| ehemaliger Bahnhof | 489,3                                                 | Saint-Just-sur-Loire (ehem. Keilbahnhof) | Saint-Just-sur-Loire (ehem. Keilbahnhof) |
| Strecke mit Straßenbrücke | 491,8                                                 | A 72 | A 72 |
| Bahnhof | 492,7                                                 | La Fouillouse | 407 m |
| Brücke über Wasserlauf | 494,2                                                 | Furan (14 m) | Furan (14 m) |
| Strecke mit Straßenbrücke | 494,4                                                 | A 72 | A 72 |
| ehemaliger Bahnhof | 496,8                                                 | Villars (Loire) | 452 m |
| Tunnel | 497,6                                                 | Tunnel de Villars (67 m) | Tunnel de Villars (67 m) |
| Haltepunkt / Haltestelle | 499,2                                                 | Saint-Étienne-La Terrasse | 481 m |
| Brücke über Wasserlauf | 500,0                                                 | Furan (Furens, 13 m) | Furan (Furens, 13 m) |
| | 500,1                                                 | Bahnstrecke Saint-Étienne-La Terrasse–Saint-Étienne-Pont-de-l’Âne                                                                               | Bahnstrecke Saint-Étienne-La Terrasse–Saint-Étienne-Pont-de-l’Âne                                                                               |
| Grenze · Strecke |                                                       | Beginn Bahnstrom 1,5 kV = | Beginn Bahnstrom 1,5 kV = |
| |                                                       | | |
| Strecke quer · Abzweig geradeaus und von rechts · Strecke | 501,8                                                 | Bahnstrecke Saint-Georges-d’Aurac–Saint-Étienne-Châteaucreux von Saint-Georges                                                                  | Bahnstrecke Saint-Georges-d’Aurac–Saint-Étienne-Châteaucreux von Saint-Georges                                                                  |
| |                                                       | | |
| Bahnhof · Strecke | 502,1                                                 | Saint-Étienne-Châteaucreux | 513 m |
| Strecke · Betriebs-/Güterbahnhof Strecke bis hier außer Betrieb |                                                       | | |
| |                                                       | | |
| Dienststation / Betriebs- oder Güterbahnhof | 503,8                                                 | Saint-Étienne-Pont-de-l’Âne | 508 m |
| Tunnel | 504,2                                                 | Tunnel de Terrenoire (1298 m) | Tunnel de Terrenoire (1298 m) |
| Dienststation / Betriebs- oder Güterbahnhof | 505,9                                                 | Terrenoire | 480 m |
| Brücke über Wasserlauf | 506,1                                                 | Janon (5 m) | Janon (5 m) |
| Brücke über Wasserlauf | 512,0                                                 | Viaduc d’Izieux (Gier, 10 m) | Viaduc d’Izieux (Gier, 10 m) |
| Tunnel | 513,1                                                 | Tunnel de Saint-Chamond (131 m) | Tunnel de Saint-Chamond (131 m) |
| Bahnhof | 513,5                                                 | Saint-Chamond | 376 m |
| Brücke über Wasserlauf | 515,9                                                 | Viaduc de Voron (Onzion, 65 m) | Viaduc de Voron (Onzion, 65 m) |
| Dienststation / Betriebs- oder Güterbahnhof | 518,1                                                 | La Grand-Croix | 313 m |
| Brücke über Wasserlauf | 519,8                                                 | Dorlay (16 m) | Dorlay (16 m) |
| ehemaliger Bahnhof | 520,5                                                 | Lorette | 279 m |
| Bahnhof | 523,1                                                 | Rive-de-Gier | 245 m |
| Tunnel | 523,6                                                 | Tunnel de Couzon (553 m) | Tunnel de Couzon (553 m) |
| Dienststation / Betriebs- oder Güterbahnhof | 524,7                                                 | Couzon (Loire) | 238 m |
| Tunnel | 527,7                                                 | Tunnel de Châteauneuf (122 m) | Tunnel de Châteauneuf (122 m) |
| Grenze | ~528,2                                                | Département Loire / Rhône | Département Loire / Rhône |
| Tunnel | 528,5                                                 | Tunnel de Burel (163 m) | Tunnel de Burel (163 m) |
| ehemaliger Bahnhof | 528,8                                                 | Trèves-Burel | 212 m |
| Tunnel | 529,0                                                 | Tunnel de Bertarion (217 m) | Tunnel de Bertarion (217 m) |
| Tunnel | 529,4                                                 | Tunnel de France (293 m) | Tunnel de France (293 m) |
| Tunnel | 530,2                                                 | Tunnel de Chollet (69 m) | Tunnel de Chollet (69 m) |
| Tunnel | 530,6                                                 | Tunnel des Fléchettes (43 m) | Tunnel des Fléchettes (43 m) |
| Tunnel | 531,3                                                 | Tunnel de Bonnard (139 m) | Tunnel de Bonnard (139 m) |
| ehemaliger Haltepunkt / Haltestelle | 532,8                                                 | Saint-Romain-en-Gier | 189 m |
| Bahnhof | 537,8                                                 | Givors-Ville | 159 m |
| Strecke quer · Kreuzung geradeaus unten · Strecke von rechts |                                                       | Bahnstrecke Givors-Canal–Grezan nach Nîmes | Bahnstrecke Givors-Canal–Grezan nach Nîmes |
| Brücke über Wasserlauf | 538,2                                                 | Gier (57 m) | Gier (57 m) |
| | 538,5                                                 | A 47 (29 m) | A 47 (29 m) |
| |                                                       | | |
| Bahnhof | 539,3                                                 | Givors-Canal (Keilbahnhof) | Givors-Canal (Keilbahnhof) |
| |                                                       | | |
| Strecke quer · Kreuzung links und rechts (Querstrecke außer Betrieb) · Strecke quer | ~539,9                                                | Bahnstrecke Paray-le-Monial–Givors-Canal von/nach Paray-le-Monial und Bahnstrecke Givors-Canal–Chasse-sur-Rhône n. Chasse-sur-Rhône             | Bahnstrecke Paray-le-Monial–Givors-Canal von/nach Paray-le-Monial und Bahnstrecke Givors-Canal–Chasse-sur-Rhône n. Chasse-sur-Rhône             |
| |                                                       | | |
| Dienststation / Betriebs- oder Güterbahnhof | 540,2                                                 | Badan-Triage (Rangierbahnhof) | 160 m |
| Bahnhof | 541,7                                                 | Grigny-le-Sablon | 159 m |
| ehemaliger Bahnhof | 542,5                                                 | Grigny-sur-Rhône | 160 m |
| ehemaliger Haltepunkt / Haltestelle | 544,2                                                 | La Tour-de-Millery | 160 m |
| Haltepunkt / Haltestelle | 546,1                                                 | Vernaison | 161 m |
| ehemaliger Haltepunkt / Haltestelle | 548,6                                                 | Sellettes | 162 m |
| ehemaliger Haltepunkt / Haltestelle | 549,9                                                 | Irigny | 162 m |
| Haltepunkt / Haltestelle | 551,3                                                 | Irigny-Yvours | 163 m |
| Strecke mit Straßenbrücke | 552,1                                                 | A 450 | A 450 |
| Bahnhof | 553,6                                                 | Pierre-Bénite | 164 m |
| Bahnhof | 555,0                                                 | Oullins | 167 m |
| ehemaliger Haltepunkt / Haltestelle | 555,1                                                 | Oullins | 167 m |
| Brücke über Wasserlauf | 555,1                                                 | Yzeron (43 m) | Yzeron (43 m) |
| Tunnel | 556,1                                                 | La Mulatière (305 m) | La Mulatière (305 m) |
| Brücke über Wasserlauf | 556,6                                                 | Viaduc de la Mulatière (Saône, 179 m) | Viaduc de la Mulatière (Saône, 179 m) |
| Dienststation / Betriebs- oder Güterbahnhof | 557,6                                                 | Lyon-Perrache-Marchandises | Lyon-Perrache-Marchandises |
| ehemaliger Dienststation / Betriebs- oder Güterbahnhof | 558,2                                                 | Lyon-Perrache-MIN | Lyon-Perrache-MIN |
| Bahnhof | 558,8                                                 | Lyon-Perrache (Keilbahnhof) | 174 m |
| Abzweig geradeaus und von rechts | 559,1510,4                                            | Bahnstrecke Paris–Marseille von Marseille-St-Charles                                                                                            | Bahnstrecke Paris–Marseille von Marseille-St-Charles                                                                                            |
| Brücke über Wasserlauf | 510,5                                                 | Saône (126 m) | Saône (126 m) |
| |                                                       | Bahnstrecke Paris–Marseille nach Bahnhof Paris-Lyon                                                                                             | |

Die Bahnstrecke Moret-Veneux-les-Sablons–Lyon-Perrache ist eine zweigleisige elektrifizierte Eisenbahnstrecke in Frankreich. Im südlichen Abschnitt der Strecke begann das Eisenbahnzeitalter in Frankreich. Die allererste 1827 in Frankreich eröffnete Eisenbahn liegt zwischen Andrézieux und Saint-Étienne, die ab 1831 – ebenfalls erstmals – auch für den Reiseverkehr genutzt wurde. Östlich und westlich schließen sich die beiden Strecken Saint-Étienne–Lyon und Roanne–Andrézieux an. Damit war eine zentralfranzösische Verbindung zwischen den beiden schiffbaren Flüssen Rhône und Loire hergestellt.
Neben der Aufgabe, Nahverkehr abzuwickeln, ist sie heute vor allem die kürzeste Verbindung zwischen Paris und Clermont-Ferrand.

## Geschichte

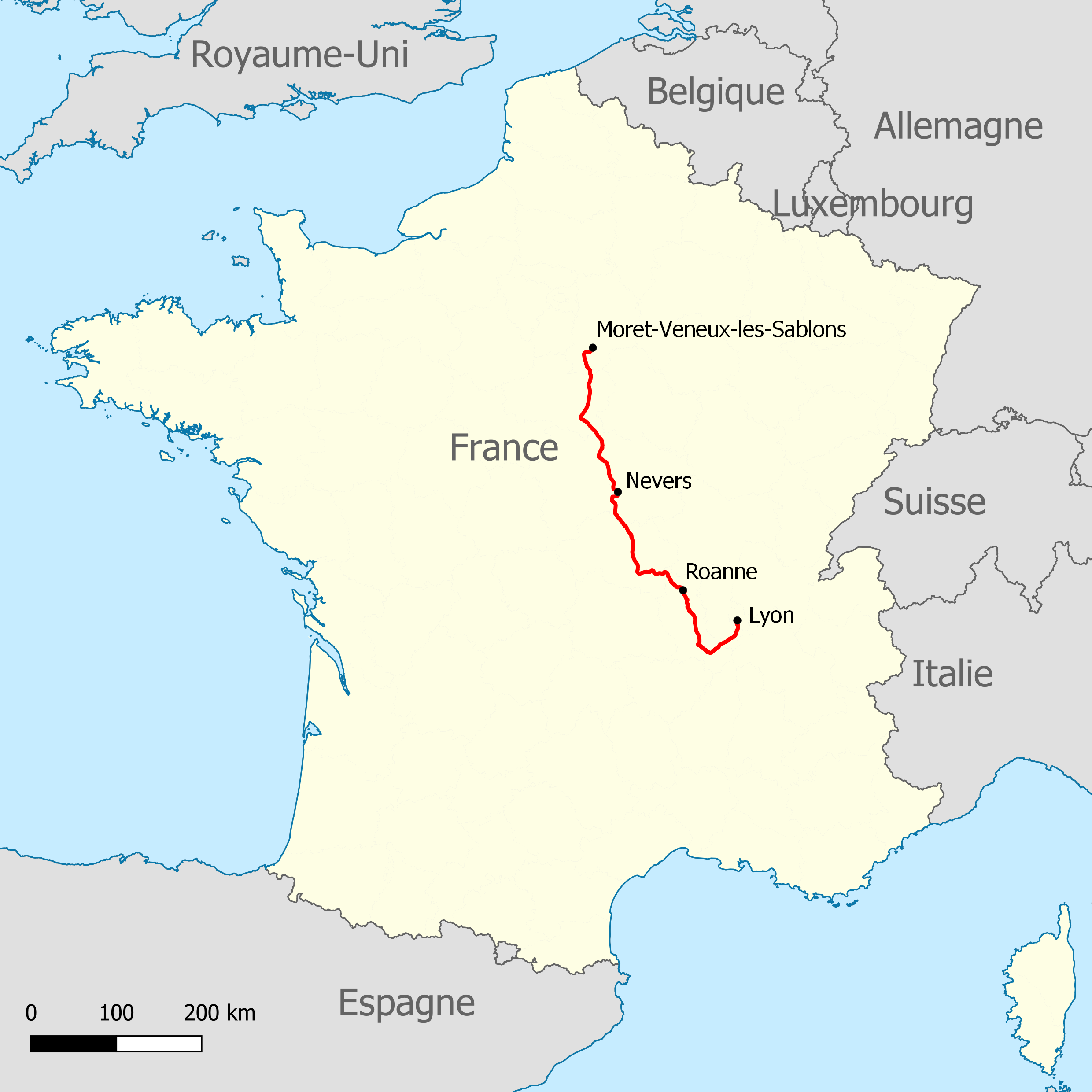
Streckenverlauf

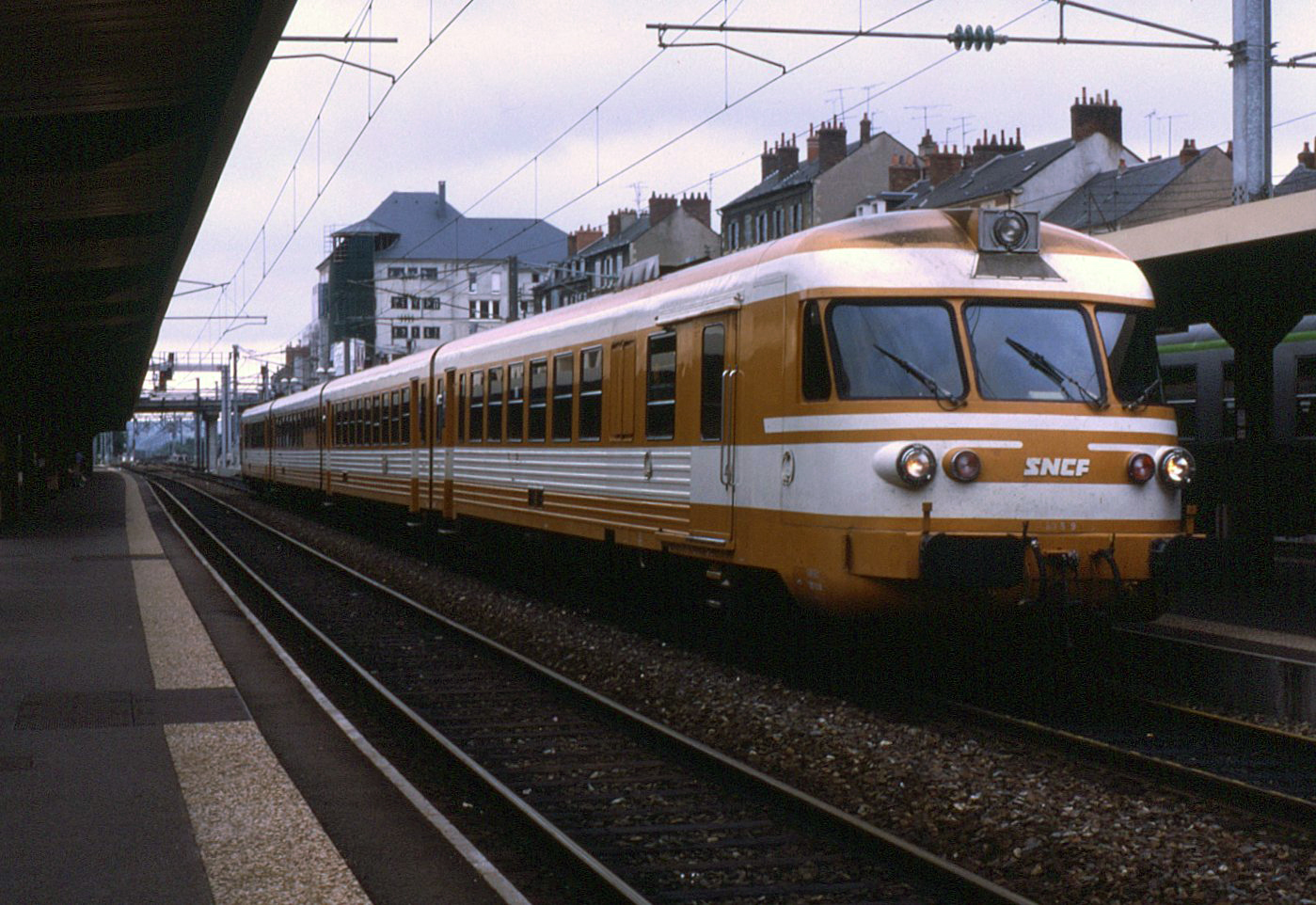
ETG 1009 im Bahnhof Nevers, 1989

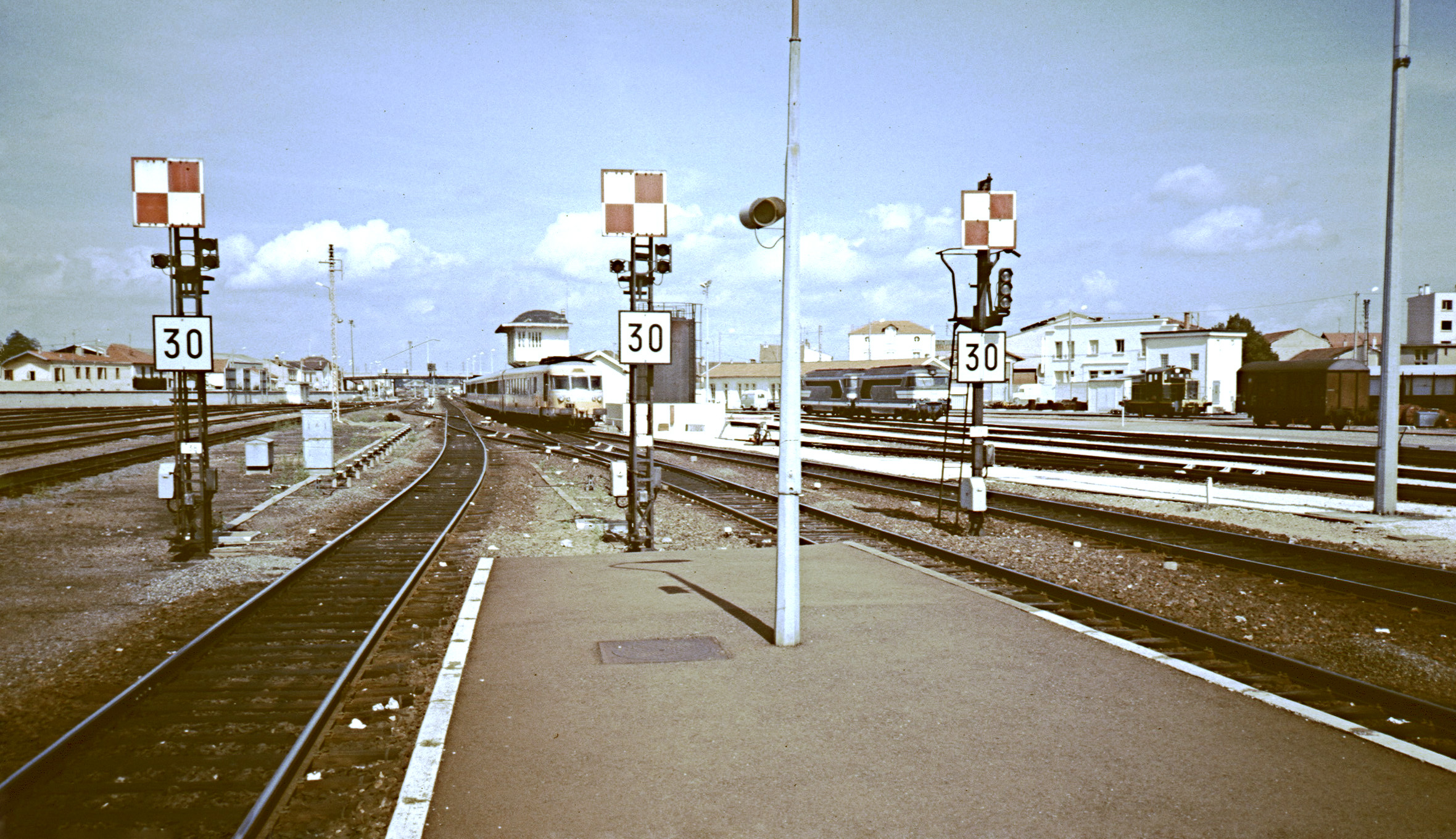
Nordkopf des Bahnhofs Roanne mit einfahrendem RTG-Turbotrain, 1987

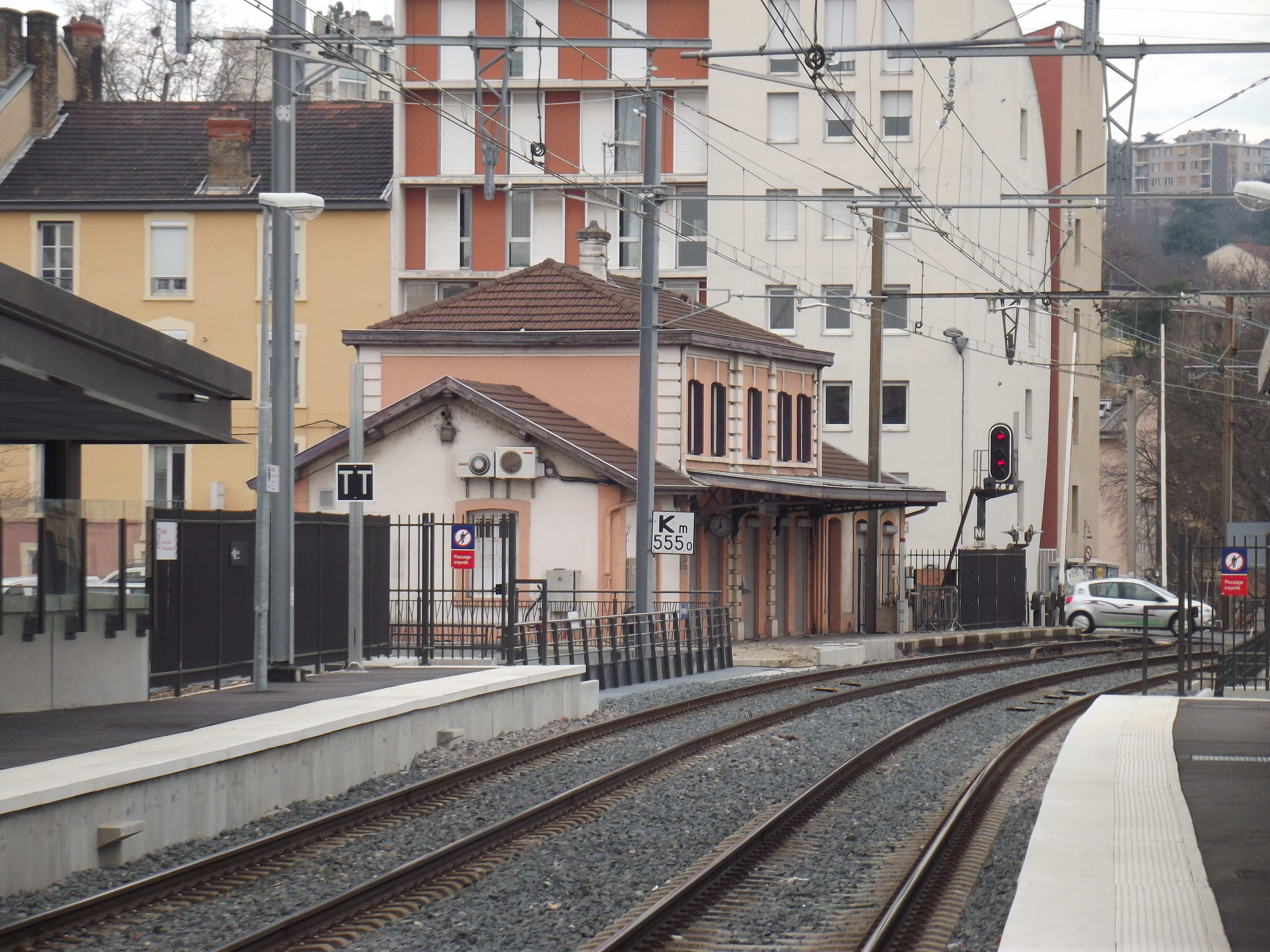
Blick vom neuen Bahnsteig auf das alte Bahnhofsgebäude von Oullins, Blickrichtung Lyon (Nord), 2014

Diese drei Strecken wurden von unterschiedlichen Gesellschaften gebaut und am 30. September 1853 unter der Compagnie des chemins de fer de jonction du Rhône à la Loire vereinigt, doch in dem extrem lebhaften Markt schon drei Monate später an die Compagnie du chemin de fer Grand-Central de France (CCGF) weiterveräußert.
Bis 1858 wuchs die Strecke von Süden nach Norden bis Roanne, ab 1860 wurden die noch fehlenden 110 km von Moret-Veneux-les-Sablons bis Montargis gebaut und die Gesamtstrecke war fertiggestellt. Der neue Eigentümer der Strecke, die CCGF, hatte sich finanziell übernommen und musste aufgelöst werden. Die Compagnie du chemin de fer de Paris à Orléans (P.O.), die schon angrenzende Strecken besaß, hatte großes Interesse an dieser zentralen Strecke und konnte – zusammen mit zwei weiteren Strecken – im April 1857 für sie die Konzession erwerben.
In der Folge siedelten sich zahlreiche Fabriken entlang der Strecke an, die dadurch attraktive Verkehrsverbindungen genossen. Im Personenverkehr gab es ab 1871 Schnellzüge, die 100 km/h erreichten. Zahlreiche internationale Verbindungen – wie zum Beispiel ein Nachtzug Bordeaux–Genf – wurden betrieben. In den 1930er Jahren fuhren auf der Destination Paris–Clermont-Ferrand Bugatti-Triebwagen mit einer Spitzengeschwindigkeit von 130 km/h, während Dampflokomotiven 120 km/h nicht überschreiten durften.
Mit der Verstaatlichung der P.O. 1938 und der Übernahme durch die SNCF sowie den Beeinträchtigungen durch den Zweiten Weltkrieg verschlechterte sich das Angebot im Personenverkehr. Von Paris aus dauerte im Sommer 1938 die Fahrt nach Nevers 2:23 (3:25), Moulins 3:20 (4:54) und nach Clermont-Ferrand 4:20 (7:50), zehn Jahre später eine Stunde und mehr länger. Die durch die deutschen Truppen zerstörte Brücke über den Canal du Loing bei Souppes konnte erst 1951 wieder eröffnet werden. In den 1960er Jahren wurden die Dampflokomotiven von Diesellokomotiven des Typs BB 67000 abgelöst. Es fanden Versuchsfahrten mit einem Prototyps des Gasturbinenzugs SNCF ETG auf einem Abschnitt dieser Strecke statt, der danach weiter hier eingesetzt wurde.
In den 1970er Jahren wurde die Strecke ertüchtigt, wie es seit den 1940er Jahren gewünscht wurde, um den Verkehr auf der Strecke zu beschleunigen. Durch zahlreiche Maßnahmen wie Ausrichtungskorrekturen, Austausch der elektrischen Einrichtungen, Erneuerung der Gleise mit langen, geschweißten Schienen und dem Einsatz neuen Rollmaterials wie beispielsweise der CC 72000 konnten die Fahrzeiten um 30 bis 60 Minuten verkürzt werden. In den 2000er Jahren wurden weitere Verbesserungen durchgeführt wie das Entfernen einiger Bahnübergänge und zusätzliche Sicherungsmaßnahmen in den Bahnhöfen. Seitdem können Geschwindigkeiten bis 200 km/h erreicht werden; Züge im Nahverkehr können mit bis zu 160 km/h verkehren.

## Streckenverlauf

### Paris – Nevers
Im Bahnhof Moret-Veneux-les-Sablons der Bahnstrecke Paris–Marseille zweigt die Bahnstrecke am linken (nördlichen) Ufer des Loing ab und verläuft bis etwa Nemours auf dem Plateau des Gâtinais bzw. von Fontainebleau. Anschließend hält sie sich weiter an den linken (bis Souppes-sur-Loing) bzw. hernach den rechten (östlichen) Talboden bis Montargis, wo die Trassierung das Loingtal verlässt und südwestwärts nach Gien im Loiretal unter geradliniger Durchmessung der Landschaft des „Gâtinais pauvre“ (des armen Gâtinais) gelangt. Mit der Loire geht es dann südostwärts stets an ihrer rechten Talseite bis Nevers, wobei teils der Talboden, aber auch der Hangfuß oder aber das zum Morvan aufsteigende Nivernais genutzt werden. Vor Nevers kürzt die Trasse eine südwärts gerichtete Flussschleife zwischen Fourchambault und Nevers selbst geradlinig im flachen Hinterland ab.

### Nevers – Roanne
Die Loire wird dann südwärts mit der Eisenbahnbrücke Nevers gequert und ins Tal des Allier an seiner Ostseite eingebogen, indem eine Geländeformation im Zwickel zwischen Loire und Allier umfahren wird. Nun geht es im weiten Alliertal südwärts bis Moulins, wobei nächst Saint-Pierre-le-Moûtier ein Geländerücken zum Fluss hin durchschnitten und nicht umfahren wird. Südlich von Moulins ist weiterhin eine sehr gestreckte Trassenführung in der weiten Flussebene bis zum Trennungsbahnhof Saint-Germain-des-Fossés möglich, wo die Bahnstrecke ostwärts ins Tal der Besbre bei Lapalisse übersetzt, indem sie die Montagne Bourbonnaise durchmisst. Südostwärts geht es dann bergan im letztgenannten Tal bzw. in einer Seitenfurche, der des Barbenan, um im Tunnel de Saint-Martin-d’Estréaux einen Kulminationspunkt der Streckenführung auf etwa 400 m Seehöhe zu erreichen: Damit werden die Monts de la Madeleine als nördliche Ausläufer des Zentralmassivs durchschnitten und in weiterer Folge an deren Ostabdachung in das Becken von Roanne abgestiegen.

### Roanne – Lyon
Nach Querung der Loire in der Stadt steigt die Bahnstrecke wieder kurvenreich auf (etwas über 400 m Seehöhe), diesmal hinein in die westlichen Ausläufer der Landschaft Beaujolais, um die Gorges de la Loire zwischen Villerest und Balbigny östlich zu umgehen. Bei Balbigny ist der Boden der Ebene von Forez erreicht und es geht geradlinig südwärts über Feurs Richtung Andrézieux-Bouthéon. Nun schwenkt die Bahnstrecke ins Tal des Furan (Fluss) südostwärts ein und gelangt so ins Becken von Saint-Étienne auf etwas über 500 m Seehöhe. Nach Überwechseln in die Gewässerfurche des Janon wird ab Saint-Chamond das Tal des Gier benutzt und diesem nordöstlich bis Givors im Rhonetal gefolgt. Von Givors aus gelangt man dann entweder über die linksufrige Bahnstrecke Paris–Marseille oder fährt rechtsufrig am Talflankenfuß über Vernaison und Oullins bis Bahnhof Lyon-Perrache.